# Хайкін Микита Ілліч
Микита Ілліч Хайкін (рос. Никита Ильич Хайкин, нар. 11 липня 1995, Нетанья, Ізраїль) — російський футболіст, воротар норвезького клубу «Буде-Глімт».

## Ігрова кар'єра
Микита Хайкін народився в ізраїльському місті Нетанья, де на той момент проживали його батьки. За два роки родина переїхала до Росії. Микита - син російського бізнесмена Іллі Хайкіна.
Займатися футболом Микита починав у ФШМ «Торпедо». 2009 рік він провів у футбольній школі московського «Динамо». Після цього Хайкін перебрався до Англії, де займався футболом в академіях таких клубів, як «Челсі», «Портсмут» та «Редінг». Але через проблеми з оформленням робочих документів футболіст змушений був залишити Англію і перейшов до складу португальського «Насьоналя».
Але вже наступного року Хайкін повернувся до Росії, де грав у молодіжній першості у командах «Мордовія» та «Кубань».
Влітку 2016 року Микита підписав контракт з ізраїльським клубом «Бней-Єгуда» у складі якого став переможцем Кубка Ізраїля. Також він провів сезон у клубі «Хапоель» з Кфар - Сави.
У березні 2019 року воротар приєднався до норвезького «Буде-Глімт». Першу гру в чемпіонаті Норвегії Хайкін провів 24 листопада того року у матчі переостаннього туру чемпіонату.
Микита Хайкін зіграв два матчі у складі молодіжної збірної Росії.

## Особисте життя
Окрім російського громадянства Микита Хайкін має також паспорт громадянина Ізраїлю.

## Досягнення
Бней-Єгуда
 Переможець Кубка Ізраїлю: 2016/17
Буде-Глімт
 Чемпіон Норвегії (3): 2020, 2021, 2023